# Sevenoaks District
Sevenoaks ist ein District in der Grafschaft Kent in England. Verwaltungssitz ist Sevenoaks; weitere bedeutende Orte sind Ash-cum-Ridley, Brasted, Edenbridge, Farningham, Knockholt, Otford, Seal, Swanley und Westerham.
Der Bezirk wurde am 1. April 1974 gebildet und entstand aus der Fusion des Urban District Sevenoaks, des Rural District Sevenoaks und eines Teils des Rural District Dartford. Das Dorf Knockholt gehörte bis 1969 zum London Borough of Bromley und wurde dann dem Rural District Sevenoaks hinzugefügt.
Koordinaten: 51° 16′ N, 0° 12′ O